# Ustyluh
Ustyluh (em ucraniano:  Устилу́г, em polonês/polaco:  Uściług, em iídiche:  אוסטילע Ustile) é uma cidade da Ucrânia, situada no Oblast de Volínia. Tem 4,03 km² de área e sua população em 2020 foi estimada em 2.096 habitantes.